# Part of Me (Katy Perry)
Part of Me è un singolo della cantautrice statunitense Katy Perry, pubblicato il 13 febbraio 2012 come primo estratto dalla ristampa del terzo album in studio Teenage Dream: The Complete Confection.
Il brano è stato scritto da Katy Perry, Bonnie McKee, Dr. Luke e Max Martin, e prodotto dagli ultimi due in collaborazione con Cirkut. Una versione demo del brano era già apparsa online nell'inverno del 2010. I critici musicali hanno notato delle somiglianze fra Part of Me e il singolo di lancio di Teenage Dream, California Gurls, pubblicato nella primavera del 2010.
Il brano contiene elementi di vari generi musicali, fra cui power pop e pop rock. Il testo affronta il tema della separazione dopo la rottura di un legame sentimentale, ed è stato messo in relazione da molti critici con il divorzio fra Perry e Russell Brand, avvenuto pochi mesi prima della pubblicazione del singolo; tuttavia, Perry ha smentito questa interpretazione, chiarendo che il brano risaliva al 2010, e che era stato escluso dalla pubblicazione dalla prima edizione di Teenage Dream per motivi artistici. Sulla base di questa precisazione, è stato ipotizzato che il testo possa in realtà riferirsi alla rottura di Perry col suo ex fidanzato dell'epoca, Travie McCoy.
Part of Me ha avuto un grande successo commerciale negli Stati Uniti, in Canada e nel Regno Unito, dove è entrato direttamente alla prima posizione delle classifiche. In altre parti d'Europa ha avuto un successo più moderato, arrivando comunque nelle top ten di diverse nazioni. Il video è stato filmato nella base dei Marine di Camp Pendleton ad Oceanside, in California. In esso, Perry si arruola nei Marine in seguito alla fine di una relazione. Il video ha ottenuto varie recensioni positive, ma è stato anche criticato negativamente dall'autrice femminista Naomi Wolf, che l'ha accusato di propaganda a favore del corpo dei Marine. Katy Perry si è esibita nel brano Part of Me in varie occasioni, fra le quali ai Grammy Award, celebrati la sera del 12 febbraio 2012.

## Produzione
Part of Me era originariamente stata scritta per essere inclusa nell'edizione standard di Teenage Dream da Katy Perry, Dr. Luke, Bonnie Mckee e Max Martin, che hanno scritto anche i singoli Teenage Dream, Last Friday Night (T.G.I.F.) e California Gurls. La McKee ha raccontato del proprio coinvolgimento nella scrittura dei testi in una intervista a Rolling Stone, e in un'altra intervista (concessa al blogger Akex Kazemi), ha commentato: «È una bella canzone. Katy la canta con moltissima emozione e quando ho sentito il ritornello per la prima volta mi ha fatto venire i brividi. È una canzone molto cruda, molto realistica.»
Il 30 dicembre 2010 la versione intera di Part of Me è apparsa online. Secondo quanto riportato da MTV, la canzone era stata scartata dalla lista tracce di Teenage Dream, ma è stata poi ripresa per essere inclusa nella ristampa dell'album, assieme ad altri due inediti. Nel 2012 Part of Me è stata pubblicata ufficialmente come primo singolo estratto dalla ristampa Teenage Dream: The Complete Confection, che uscirà a marzo 2012. Il singolo, che doveva inizialmente essere messo in commercio il 21 febbraio 2012, poiché è comparso interamente su Internet l'11 febbraio, è stato pubblicato ufficialmente il 13 febbraio. La sua nuova versione include nuovi versi e una diversa struttura musicale. La copertina del singolo è stata fotografata dalla newyorkese Mary Ellen Matthews per il programma Saturday Night Live, al quale la Perry ha partecipato il 10 dicembre 2011 durante l'episodio numero 710.

## Composizione
Secondo quanto scritto da James Dinh di MTV, in Part of Me, brano dance pop e pop rock basata su un ritmo house; la canzone, scritta nella chiave di Re minore, ha un tempo di 130 battiti per minuto. Part of Me è stata prodotta dalla «mente geniale del master del pop Dr. Luke», «la pop star Katy Perry sembra essere forte, decisa e piena di risentimento dopo la rottura di cui si parla nella canzone». La cantante si dichiara infatti indistruttibile dopo questa rottura, cantando al riguardo in versi come "In giorni come questo voglio allontanarmi/Fare le mie valigie e guardare la tua ombra svanire/Perché m'hai sgranocchiato e m'hai sputato/Come se fossi del veleno nella tua bocca." Dinh ha inoltre confrontato Part of Me con California Gurls, il singolo di lancio di Teenage Dream, uscito a maggio 2010, affermando che «il saldo ritmo della canzone si amplifica non appena inizia il ritornello». Chris Ryan, anch'egli autore di articoli musicali per MTV, ha scritto che, a suo parere, Part of Me è dedicata all'ex fidanzato di Katy Perry Travie McCoy, al quale la cantante aveva già dedicato Circle the Drain, mentre Amanda Dobbis della rivista New York l'ha considerata «un altro inno da rottura di fidanzamento». La Perry ha detto: «L'ho scritta due anni fa, il che è buffo perché la gente pensa, 'Dio, è così attuale' [...] alcune persone con cui lavoro dicevano, 'dovresti dire che l'hai scritta un paio di settimane fa'. Ma io penso, 'non sono una stronza, dirò la verità'. L'ho scritta due anni fa nel periodo in cui scrivevo e registravo Teenage Dream, ma non stava bene nel disco. Avrei dovuto rinunciare a una delle altre canzoni che rendevano l'album un prodotto bello e completo.»

## Accoglienza

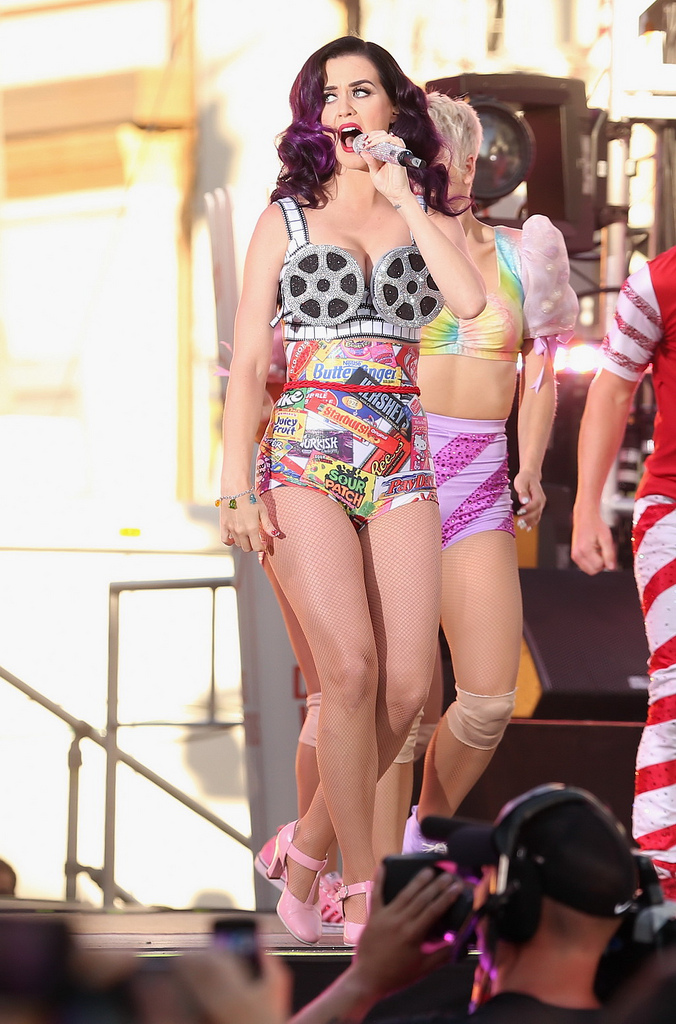
Katy Perry canta Part of Me alla premier di Katy Perry: Part of Me

Part of Me ha ricevuto recensioni prevalentemente positive dai critici musicali. Andrew Hampp, autore per la rivista Billboard, ha apprezzato il brano, affermando: «Nonostante versi come 'Puoi tenerti l'anello di diamanti/Non significa più niente comunque', Part of Me è un rave-up da discoteca nella tradizione del "Dream" team formato da Dr. Luke, Max Martin e dal coautore Bonnie McKee. La canzone fa anche ripensare a Domino di Jessie J, anch'essa opera di Dr. Luke, per come sbuffa ritmicamente su un analogo groove pronto per l'ascolto sul tapis-roulant da jogging e cavalca un accattivante riff di chitarra. E, come la Perry ha già avuto modo di constatare ai Grammy di quest'anno, il brano potrebbe diventare uno dei suoi cavalli di battaglia dal vivo.» Amy Sciarretto di PopCrush ha elogiato il brano, valutandolo con quattro stelle su cinque. Ha tuttavia criticato il testo, definendolo «crudele» nei confronti dell'ex marito Russell Brand: «La canzone [...] mette un freno all'inventario di versi frivoli, zuccherini e spensierati per i quali la diva dai capelli blu è conosciuta, per sparare qualche serio colpo al suo prossimo ex-marito. [...] La Perry propone un messaggio piuttosto velenoso, e tuttavia auto-rafforzante, in una canzone pesante di sintetizzatori [...] È sempre stata sfacciata e barocca, ma adesso è assolutamente perfida nei confronti dell'attore inglese con cui è stata sposata per poco più di un anno. È un altro suo lato di sé, sia dal punto di vista lirico che vocale.» Anche Bill Lamb di About.com ha dato al brano quattro stelle su cinque, affermando: «Sulla scia del suo recente divorzio, Part Of Me acquisisce un nuovo sapore, e contiene versi che si riferiscono in modo specifico alla fine di quella relazione. Col tema di sopravvivenza emotiva e una melodia davvero accattivante di Part of Me, Katy Perry continua a puntare dritta al mainstream pop.»
Jody Rosen di Rolling Stone ha dato a Part of Me una critica contrastante, valutandola con tre stelle su cinque e affermando: «L'inno al divorzio di Katy Perry è, prevedibilmente, un efficace pezzo dance pop - ha visto la produzione di Dr. Luke e Max Martin, dopo tutto. È anche molto prevedibile. Gli accordi di minore vogliono indicare "tetro, serio"; il testo contiene pane per i tabloid ('Puoi tenerti l'anello di diamante/Non significa niente, comunque'). Ma la Perry ottiene migliori risultati con brani più frivoli; le manca la gravitas, e la forza nei polmoni, per portare a casa la canzone.» Anche un critico per la rivista Plugged In ha dato al brano una critica contrastante: da una parte ne ha elogiato la produzione, ma dall'altra - supponendo come molti altri critici che il tema fosse quello del divorzio - ha criticato Perry per il modo leggero in cui avrebbe trattato tale tema: «Inquadrare la canzone nel contesto del suo divorzio da Brand, tuttavia, dà un tono molto più malinconico e serio alle cose. Non si tratta semplicemente di una rottura. È la demolizione di un patto matrimonionale. Perciò, per quanto male andassero le cose nella sua relazione, per quanto meglio lei si possa sentire ora, per quanto catartici suonino i pulsanti beat (cortesia degli hitmeisters Max Martin e Dr. Luke), la conclusione ultima è davvero molto triste.» Un critico per il Prophet Blog non ha apprezzato la voce della Perry, ma ha elogiato la produzione, valutando Part of Me con tre stelle su cinque e affermando: «A parte quel classico senza tempo che è Teenage Dream, non c'è mai molta emozione nei brani della Perry - lei è sempre troppo frivola e calcolata per stabilire un contatto - ma non conta poi molto visto come sono ben prodotte. Chi ha bisogno dei sentimenti quando hai quanto di più accattivante sia noto all'uomo che esplode dal tuo iPod?» Priya Elan di NME ha dato a Part of Me una recensione completamente negativa: «'Questa è la parte di me che non mi porterai mai via', canta con quella sua strana voce da robot arrabbiato. Il sentimento, come sempre, è sbattuto in faccia e strillato, e forse aveva un significato per uno dei (probabilmente) 17 autori del testo. Per come stanno le cose, è un altro disumanizzato prefabbricato radio pop della Perry Inc.»

## Successo commerciale

### Stati Uniti e Canada
Part of Me è entrata direttamente alla vetta della classifica digitale statunitense vendendo 411 000 copie nella sua prima settimana, come era stato precedentemente previsto dai discografici. Il brano diventa così il singolo più venduto nella sua settimana di debutto dopo Born This Way di Lady Gaga, che ha venduto 509 000 copie nella sua prima settimana il 5 marzo 2011; come Part of Me, anche Hold It Against Me di Britney Spears, a gennaio 2011, aveva venduto 411 000 copie in sette giorni. Grazie alle ingenti vendite, aiutata anche da un'entrata alla posizione numero 36 della classifica radiofonica con un'audience di 35 milioni di ascoltatori, Part of Me ha potuto fare il suo debutto direttamente alla prima posizione della Billboard Hot 100, divenendo così la ventesima canzone nella storia della classifica ad entrare alla sua vetta. Il singolo è il primo a fare ciò fra quelli pubblicati dalla Capitol Records ed è il settimo numero uno nella carriera di Katy Perry. La settimana successiva il singolo ha venduto altre 187 000 copie, il 55% in meno rispetto alla settimana precedente, cadendo così alla quarta posizione della Digital Songs. Tuttavia, Part of Me guadagna il diciannovesimo posto della Radio Songs, con un aumento di audience del 43% a 50 milioni; il brano perde così tre posti sulla Billboard Hot 100 e si ferma al quarto. La settimana successiva Part of Me vende altre 142 000 copie, il 55% in meno rispetto alla settimana precedente, scendendo alla settima posizione della Digital Songs, e acquista cinque posti nella Radio Songs con un'audience di 58 milioni di ascoltatori, un aumento del 16% rispetto alla settimana del 10 marzo: così, Part of Me perde una sola posizione sulla Hot 100, trovandosi alla quinta per la settimana del 17 marzo. La settimana successiva Part of Me perde altre cinque posizioni sulla Billboard Hot 100, scendendo alla decima, vendendo altre 124 000 copie (settima posizione della Digital Songs, il 13% in meno rispetto alla settimana precedente) e guadagnando quattro posti sulla classifica radiofonica, giungendo all'undicesimo. Nella settimana del 31 marzo 2012 Part of Me perde altre tre posizioni della Billboard Hot 100 per via di un calo di vendite digitali dell'8% a 114.000, che la fanno cadere alla decima posizione della Digital Songs; aumenta tuttavia il suo successo in radio, dove salta alla sesta posizione con un'audience di 74 milioni di ascoltatori, il 13% in più rispetto alla settimana precedente.
Nella settimana del 7 aprile 2012 Part of Me sale all'ottava posizione della Billboard Hot 100, trovandosi all'ottava della classifica radiofonica e all'undicesima di quella digitale. La settimana seguente mantiene l'ottava posizione, salendo sia nella Radio Songs (8-6), sia nella Digital Songs (11-10). Il 21 aprile Part of Me scende di una posizione nella Hot 100, pur incrementando l'audience (6-4) e le vendite (10-9). La settimana successiva il singolo perde un'altra posizione, scendendo alla decima, soprattutto per via di una diminuzione di vendite (9-15); nella classifica radiofonica rimane stabile al quarto posto. Nella settimana del 5 maggio 2012 Part of Me abbandona la top ten statunitense, terminando le sue nove settimane consecutive fra i primi dieci posti.
Il singolo ha fatto il suo ingresso anche alla vetta della Billboard Canadian Hot 100 vendendo 46 000 copie nella sua prima settimana, le più alte vendite della Perry in soli sette giorni (il suo precedente record personale era di 33.000 con Firework a dicembre 2010). Part of Me diventa il secondo singolo ad entrare direttamente alla vetta della classifica canadese, avendo già fatto ciò California Gurls a maggio 2010. La canzone è inoltre entrata alla ventesima posizione della classifica radiofonica canadese con un'audience di 8 milioni di ascoltatori. Questo diventa così il settimo singolo numero uno della Perry in Canada, rendendola l'artista con più canzoni alla vetta della Canadian Hot 100, che è stata lanciata a giugno 2007.
Nei primi sei mesi del 2012, il singolo ha venduto negli Stati Uniti oltre 2 076 000 copie.

### Europa e Oceania
Nel Regno Unito Part of Me è diventato il terzo singolo numero uno della Perry dopo I Kissed a Girl e California Gurls, vendendo poco più di 79 000 copie nella sua prima settimana. Il singolo è sceso dalla classifica piuttosto celermente, trovandosi alla quarta posizione nella sua seconda settimana e alla sesta posizione nella terza settimana. Nella quarta settimana, quella del 21 aprile 2012, Part of Me è scesa al tredicesimo posto, per poi sparire definitivamente dalla top ten. Nel resto dell'Europa Part of Me ha avuto un successo discreto, raggiungendo la prima posizione della classifica bulgara ed entrando in top ten solo in Irlanda alla quinta posizione e in Ungheria alla sesta. Il singolo è entrato in top twenty in pochi Paesi, tra cui Austria, Fiandre, Francia, Germania, Repubblica Ceca e Slovacchia. In Francia, il singolo ha complessivamente venduto oltre 39 000 copie nel corso del 2012.
Part of Me ha avuto più fortuna in Oceania, dove ha raggiunto la vetta della classifica neozelandese e la quinta posizione di quella australiana. In Australia è entrata alla ventiduesima posizione il 26 febbraio 2012 ed è salita alla quinta la settimana successiva. In totale ha trascorso tre settimane non consecutive nelle prime dieci posizioni della classifica australiana ed è stato certificato doppio disco di platino dall'Australian Recording Industry Association per aver venduto oltre 140 000 copie. In Nuova Zelanda il singolo è entrato direttamente alla vetta della classifica nella settimana del 20 febbraio 2012 ed è sceso alla terza la settimana successiva, passando in totale cinque settimane nella top ten. È stato certificato disco di platino dalla Recording Industry Association of New Zealand per aver venduto almeno 15 000 copie.

## Video musicale

### Produzione

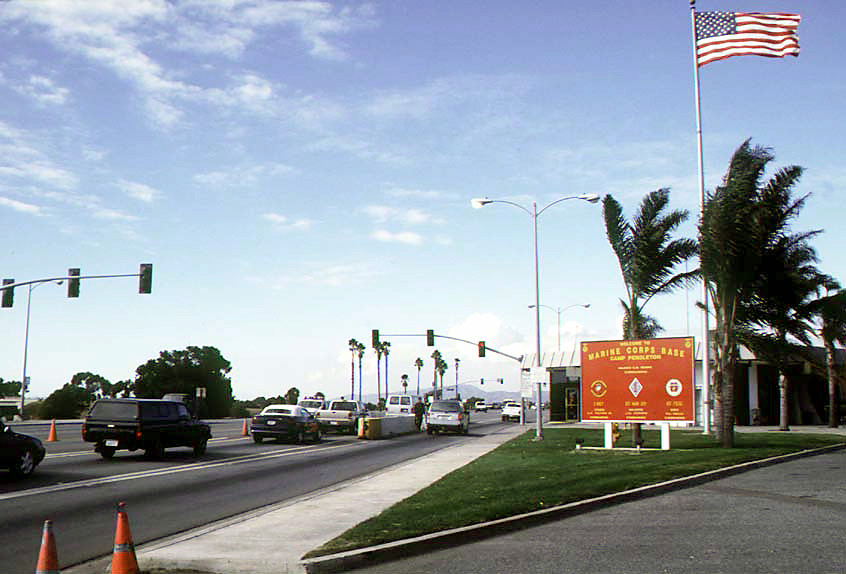
Camp Pendleton, la base militare dove è stato registrato il video

La Perry ha iniziato le riprese del video per Part of Me il 16 febbraio 2012 nella base dei Marine di Camp Pendleton a Oceanside, in California. Il regista è Ben Mohr. La cantante ha poi fatto presente che per effettuare le riprese del video ha dovuto allenarsi in discipline militari come l'arrampicamento della corda e il combattimento e ha dovuto imparare l'etica militare. Durante le riprese del video sono apparse online alcune immagini che ritraevano la Perry con i capelli corti e che indossava un'uniforma da militare. Il 16 marzo 2012 è stata pubblicata un'anteprima del video di venticinque secondi sul canale YouTube di Katy Perry. Il video è uscito il 21 marzo 2012 ed è stato mostrato per la prima volta al pubblico durante il programma di MTV dedicato alla cantante intitolato MTV First: Katy Perry. Durante il programma la cantante ha parlato della sua esperienza durante le riprese del video e ne ha spiegato la trama, dicendo: «Beh, sono stata io ad avere l'idea, ho scritto una storia su come ci si senta ad arruolarsi nell'esercito, e bisogna avere molta forza fisica, ma ora che ho potuto provare l'esperienza di prima persona - anche se solo per tre giorni, bisogna avere anche molta forza mentale. Abbiamo usato solo soldati, non attori o attrici. Abbiamo utilizzato l'equipaggiamento completo dei marine e sono stati gentilissimi nei nostri confronti, mi sono divertita molto nonostante il duro lavoro. Anche se ero indolenzita ed esausta, ho imparato molto dai militari, i quali ho sempre apprezzato per ciò che passano e per la lealtà che possiedono. Non per sembrare strana, ma penso che siano il cuore dell'America.»
Il video ha ottenuto la certificazione Vevo.

### Sinossi
Durante i primi trenta secondi della versione completa è mostrato un dialogo nel quale Katy Perry scopre il tradimento del fidanzato, che si trova all'interno di un ufficio con un'altra donna. La cantante irrompe nell'edificio, gli lascia una collanina a forma di cuore con le loro foto e gli annuncia che è finita, nonostante il tentativo dell'altro di chiarire la questione. La Perry si reca poi da un benzinaio, dove vede su una bacheca una scritta che dice: «Tutte le donne sono state create uguali, poi alcune diventano marine.» Da qui, la ragazza decide di arruolarsi nell'esercito e va nel bagno del benzinaio a tagliarsi i capelli per l'arruolamento. Sono poi mostrate scene di lei e di alcune compagne durante gli addestramenti militari alternate ad alcuni secondi in cui vengono mostrati i ricordi con il suo ex. Ad un certo punto giunge alla Perry una lettera dal suo ex, che le vuole chiedere scusa, ma la ragazza la ignora e la brucia con un accendino. Il video si conclude con un primo piano della cantante nel quale ella indossa trucco mimetico verde, marrone e nero e la sua divisa militare, guardando l'obiettivo.

### Critica
Al video di Part of Me è stato riconosciuto il merito di essersi allontanato dai cliché dei precedenti video della Perry. Ethan Sacks del Daily News ha commentato: «Katy Perry ha scambiato il suo reggiseno sparapanna con un lavoro da soldatessa per il suo nuovo video. A giudicare da come maneggia la baionetta nel video di Part of Me, Brand potrebbe voler prendere in considerazione l'idea di starle lontano almeno metà pianeta.» Bruno Nessif di E! Online ha scritto: «Dopo aver preso spunto da Demi Moore in Soldato Jane e dopo essersi tagliata i capelli, la Perry si arruola nella marina e scambia la sua borsa e il suo cellulare per una divisa da militare con tanto di stivali.» Ray Rahman dell'Entertainment Weekly ha dato al video una recensione positiva: «È meno Soldato Jane e più incentrato sulla marina, ma il nuovo video di tema militare di Katy Perry rimane sempre emozionante da guardare.» Jenna Busch di zap2it.com ha visto il video di buon occhio, apprezzando le sue tematiche femministe e scrivendo: «Invece di mostrare le tipiche cose che le ragazze fanno dopo una rottura come ad esempio bruciare i vestiti dell'ex, litigare, battere i pugni contro il muro in segno di disperazione e così via, in Part of Me la Perry si arruola nella marina militare statunitense. In effetti fa molto più effetto vederla tagliarsi i capelli in un bagno in seguito a una rottura piuttosto che piangere sotto la pioggia o qualcosa del genere.» Wendy Geller di Yahoo! Musica ha elogiato il video, affermando: «La Perry, conosciuta come una delle ragazze più femminili nel mondo dello spettacolo di oggi, si mostra sorprendentemente convincente mentre spara, lotta con altre soldatesse, striscia sotto il filo spinato e si arrampica su corde. Il video finisce con un impressionante primo piano della Perry, che non indossa trucco, ma solo la pittura mimetica, mentre fissa l'obiettivo. È un modo notevole per dimostrare che nessun ex potrà mai spezzare il suo spirito o la sua forza interiore - e Part of Me sarà sicuramente un grande successo quest'anno grazie alla forza che trasmette alle donne.»
James Montgomery di MTV ha apprezzato il video, scrivendo: «Per tutti questi anni Katy Perry è stata una ragazza californiana, un'adolescente secchiona, un'aliena e qualunque altra via di mezzo fra queste cose, ma fino ad ora non è mai stata una persona normale.» Ha continuato spiegando: «Part of Me è diverso da ogni altro video pop pubblicato di recente. Rihanna ha messo un po' di military chic nel suo video per Hard (ha persino guidato un carro armato), e più o meno tutti i cantanti pop di questo periodo si sono avventurati su questo tema. Ma non sono mai stati veramente nell' esercito; hanno solo cercato di meravigliare. La Perry è l'opposto: si taglia i capelli, si strucca, combatte, striscia, soffre. Le è servito un encomiabile livello d'impegno.» Anche Amelia Proud di Daily Mail ha trovato delle somiglianze fra il video di Part of Me e quello di Hard: «Katy è conosciuta per i suoi lunghi capelli neri in cui ogni tanto inserisce un po' di rosa vivace oppure del blu. Ma nel suo ultimo video per il suo nuovo singolo Part of Me Katy Perry si taglia i capelli con rabbia. La ventisettenne trasforma le sue belle ciocche in un disordinato taglio maschile, fatto che rende il suo aspetto radicalmente diverso rispetto a quello della sua tipica immagine da ragazzina. Il video, che ha un tono estremamente aggressivo, racconta la storia di una ragazza di provincia che vive tristi esperienze amorose e che sfoga il suo dolore per mezzo di duri allenamenti militari. Sembra tuttavia che Katy si sia ispirata ai vecchi video di Rihanna.»
Nonostante il video sia stato elogiato da molti critici per via della forza che trasmette alle donne, l'autrice femminista Naomi Wolf l'ha accusato aspramente di propaganda in favore dei Marine. La Wolf ha pubblicato uno stato sulla sua pagina Facebook che diceva: «È tutto un pezzo di propaganda per i Marine... ...Vorrei proprio sapere se l'hanno pagata per farlo... è proprio una vergogna. Suggerirei un boicottaggio nei confronti di questa cantante che ho sempre apprezzato, se siete offesi da questa esaltazione della violenza quanto sono io.» Glenn Selig, la fondatrice della Publicity Agnecy, ha risposto all'autrice durante il programma Fox News Live affermando: «Grazie ai suoi sforzi al fine di boicottare il video, Naomi Wolf l'ha semplicemente reso più celebre, poiché senza i suoi commenti gran parte della gente avrebbe interpretato l'arruolamento nella marina come una metafora e non come un tentativo di Katy Perry di promuovere l'esercito e la guerra.» La Perry, durante un'intervista concessa a MTV, ha affermato che ha scelto una trama di carattere militare perché rappresentava la canzone, visto che «l'esercito è simbolo di forza».

## Esibizioni dal vivo
Il 12 febbraio 2012 Katy Perry ha cantato Part of Me ed E.T. alla cinquantaquattresima edizione dei Grammy Award. L'esibizione è iniziata con E.T., che si è interrotta nel mezzo del ritornello. Dopo un suono elettronico e lo spegnimento delle luci, la Perry è scesa dal tetto dell'edificio all'interno di un cubo trasparente indossando un body dorato dall'aspetto di un'armatura. Il cubo si è poi frantumato e sono stati lanciati dei fuochi d'artificio da attorno al palco. Ha così iniziato a cantare Part of Me, accompagnata dagli stessi ballerini presenti nella performance di E.T., la cui coreografia consisteva nel ballare attorno alla cantante e sollevarla. Un autore dell'Huffington Post ha puntualizzato la differenza rispetto all'esibizione della Perry ai Grammy del 2011, scrivendo: «La scenotecnica non sarebbe potuta essere più diversa dell'anno scorso di così. Invece di scintille e cuori la Perry ha esibito il pezzo in un body attillato e metallico mentre il palco andava a fuoco.»
Katy Perry ha poi esibito il brano durante il programma televisivo britannico Let's Dance for Sport Relief il 17 marzo 2012. Due giorni dopo, il 19 marzo, ha cantato Part of Me per la stazione radiofonica inglese BBC Radio 1 durante il programma Live Lounge, condotto da Fearne Cotton. Oltre che al nuovo singolo, la Perry ha cantato The One That Got Away, Firework, Thinking of You e Niggas in Paris. Part of Me è stata inoltre cantata ai premi Echo del 2012. Il 31 marzo 2012 il brano è stato cantato ai Kids' Choice Award. All'inizio della performance Katy Perry è salita sul palco per mezzo di una teleferica, e dietro di lei sono subito apparsi dei ballerini vestiti con abiti in stile medievale. Katy Perry ha inoltre esibito Part of Me durante la puntata del 26 aprile 2012 dell'undicesima edizione dell'American Idol. L'esibizione era simile alle precedenti e al video e non era dal vivo, ma preregistrata. Prima dell'inizio della canzone, è stato mostrato un video introduttivo di carattere militare; finito questo, la Perry è apparsa sulla scena scendendo da un elicottero in compagnia di alcune ballerine in divisa da soldatessa. Durante la performance, la cantante e le ballerine hanno esibito una coreografia molto energetica, con sullo sfondo dei video filmati di notte. Brian Mansfield dell'USA Today ha definito la produzione dell'esibizione «di grande effetto».

## Tracce
Download digitale
1. Part of Me – 3:35

Download digitale (Remix)
1. Part of Me (Jacques Lu Cont's Thin White Duke Mix) – 6:02

Download digitale (Regno Unito)
1. Part of Me – 3:35
2. Part of Me (Jacques Cont's Thin White Duke Mix) – 6:02
3. Part of Me (Jacques Cont's Thin White Duke Radio Edit) – 3:47
4. Part of Me (Versione strumentale) – 3:35

EP remix
1. Part of Me (Freemasons Radio Edit) – 3:57
2. Part of Me (Freemasons Mixshow Edit) – 5:48
3. Part of Me (Freemasons Dub) – 7:58
4. Part of Me (Freemasons Club Mix) – 8:18

## Crediti e formazione
I crediti di Part of Me sono stati presi dal booklet di Teenage Dream - The Complete Confection.
- Katy Perry – compositrice, voce
- Dr. Luke – compositore, produttore, batteria, tastiera, programmatore
- Max Martin – compositore, produttore, batteria, tastiera, programmatore
- Cirkut – compositore, produttore, batteria, tastiera, programmatore
- Emily Wright – tecnico
- Sam Holland – tecnico
- Tucker Bodine – aiuto tecnico
- Clint Gibbs – aiuto tecnico
- Aniela Gottwald – aiuto tecnico
- Șerban Ghenea – mixing
- John Hanes – mixing
- Tim Roberts – aiuto mixing
- Phil Seaford – aiuto mixing

## Classifiche

### Classifiche settimanali
| Classifica (2012) | Posizione massima |
| ----------------- | ----------------- |
| Australia         | 5                 |
| Austria           | 18                |
| Belgio (Fiandre)  | 18                |
| Belgio (Vallonia) | 28                |
| Bulgaria          | 1                 |
| Canada            | 1                 |
| Francia           | 13                |
| Germania          | 20                |
| Giappone          | 22                |
| Irlanda           | 5                 |
| Italia            | 14                |
| Libano            | 3                 |
| Nuova Zelanda     | 1                 |
| Paesi Bassi       | 28                |
| Regno Unito       | 1                 |
| Repubblica Ceca   | 17                |
| Slovacchia        | 11                |
| Spagna            | 48                |
| Stati Uniti       | 1                 |
| Svizzera          | 33                |
| Ungheria          | 6                 |

### Classifiche di fine anno
| Classifica (2012) | Posizione |
| ----------------- | --------- |
| Australia         | 45        |
| Canada            | 18        |
| Corea del Sud     | 86        |
| Francia           | 98        |
| Nuova Zelanda     | 31        |
| Regno Unito       | 55        |
| Stati Uniti       | 31        |
| Ungheria          | 44        |